# Peter Stuyvesant

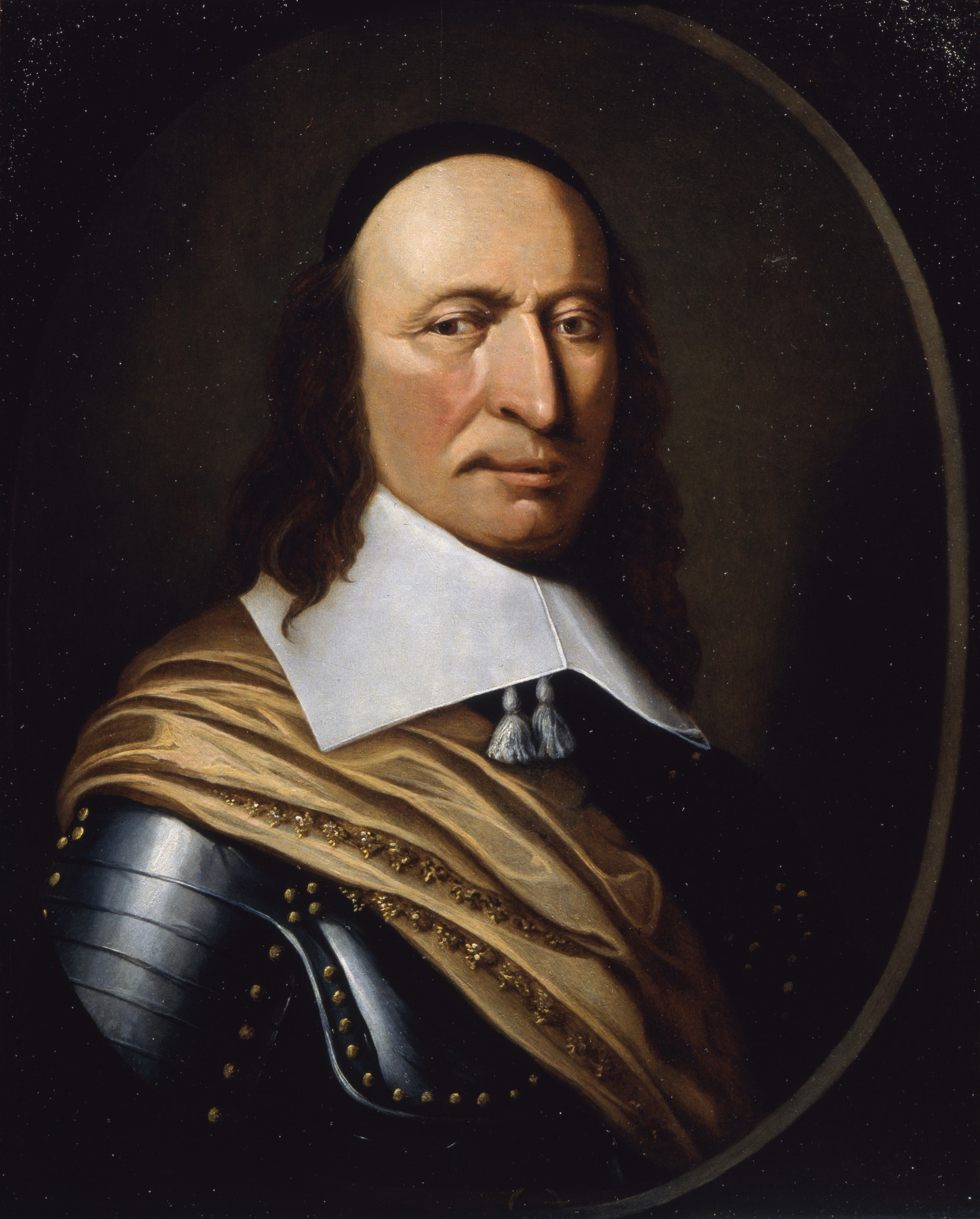
Peter Stuyvesant em 1660

Peter Stuyvesant (Pieter ou Petrus) (Peperga, 1612 - agosto de 1672) foi um político e militar neerlandês que serviu como o último diretor-geral neerlandês da colônia de Novos Países Baixos, a partir de 1647, até que foi cedido provisoriamente em 1664.
Foi uma figura importante no início da história da cidade de Nova Iorque.
Suas realizações como diretor-geral incluem uma grande expansão de Nova Amsterdã (mais tarde renomeada Nova Iorque) para além do extremo sul de Manhattan. Entre os projetos construídos pela administração do Stuyvesant destaca-se muro de proteção em Wall Street, o canal que se tornou Broad Street, e Broadway.
Em 1655, foi para o Rio Delaware com uma frota de sete navios e cerca de 700 homens, e tomou posse da colônia de Nova Suécia, que ele renomeou "New Amstel". Na sua ausência, Nova Amsterdã foi atacada por nativos americanos.
Em 1657, Stuyvesant, que não tolerava plena liberdade religiosa na colônia, e, especialmente, a presença dos Quakers, ordenou a tortura pública de Robert Hodgson, um Quaker de 23 anos que tinha se tornado um influente pregador. Esta ação gerou um protesto dos cidadãos de Flushing, Queens, que vieram a ser conhecidos por Flushing Remonstrance, considerado por alguns um precursor para a Constituição dos Estados Unidos em matéria de liberdade de religião na Carta de Direitos.
Em 1664, Charles II da Inglaterra cedeu a seu irmão, James II de Inglaterra, um grande trato de terras que incluía os Novos Países Baixos. Quatro navios que ostentam com 450 homens, comandados por Richard Nicolls, aproveitaram a colônia holandesa. Em 30 de agosto 1664, o governador George Cartwright enviou uma carta exigindo resgate. Ele prometeu "vida, imobiliárias, e liberdade para todos os que iriam apresentar à autoridade do rei." Stuyvesant assinou um tratado em sua casa Bouwerij, em 9 de setembro 1664. Nicolls foi declarado governador, e a cidade foi renomeada cidade de Nova York.
Morreu em agosto de 1672 e foi enterrado em St. Mark's Church in-the-Bowery Manhattan, Nova Iorque.